# Kitchen Impossible/Staffel 9
Die von VOX im Fernsehen ausgestrahlte neunte Staffel von Kitchen Impossible wurde seit dem 25. Februar 2024 gesendet. Damit startete die reguläre Ausstrahlung der Staffel so spät wie bis dato noch keine zuvor im Monat Februar und endete zugleich mit dem 21. April so spät wie bis dato noch nie. Die erste Folge war bereits eine Woche zuvor, also seit dem 18. Februar 2024, via RTL+ abrufbar.

## Produktion und Ausstrahlung
Für die Staffel waren Tim Mälzer und seine Konkurrenten unter anderem in Osteuropa wie auch in Wales, Portugal, Kenia, Südafrika und Japan unterwegs.
Ebenso führten die Dreharbeiten nach Bonn, wo Mälzer bei der Wahl zum Koch des Jahres als Juror geladen war und bei dieser Veranstaltung die Box mit einer Herausforderung überreicht bekommen hat. In der so genannten Baltic-Edition am 24. März geht es für Mälzer und seinen Kontrahenten nach Estland, Lettland und Litauen.
Für den Ostersonntag, 31. März 2024, der die laufende Staffel erstmals unterbricht, wurde eine Wiederholung als so genannte Easter-Egg-Wiederholung angekündigt, wobei auf altes Material vergangener Staffeln zurückgegriffen wurde, da es sich um die Wiederholung der Folge mit Cornelia Poletto aus Staffel 7 handelte.
Teile der Folge mit Mälzer und Kontrahent Hans Jörg Bachmeier müssen vor Mai 2023 entstanden sein, da die entsprechende Originalköchin die Lokalität im Mai 2023 verlassen hat.

## Duellanten

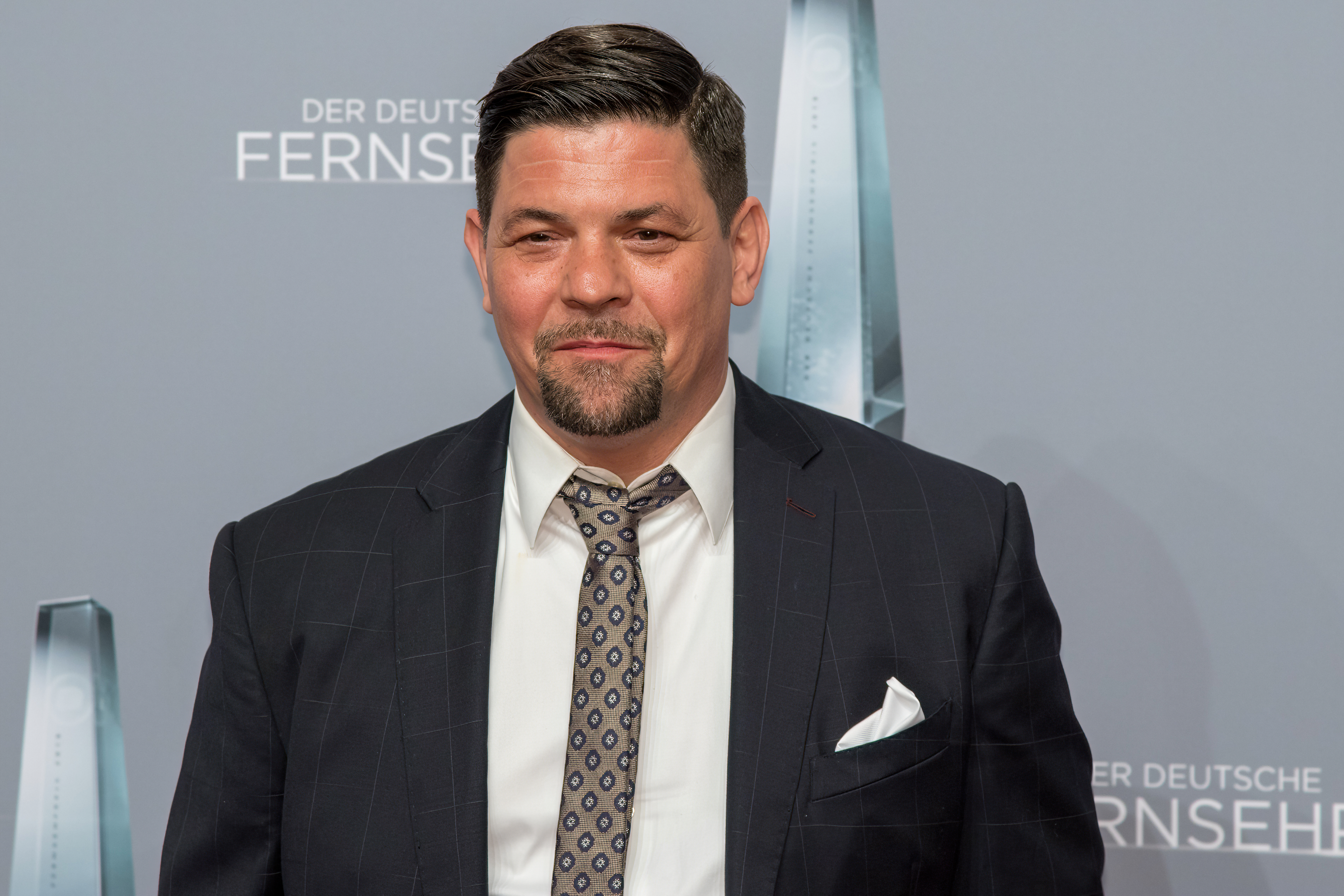
Tim Mälzer

In einem ersten Duell stellt sich Mälzer dem Konkurrenten Richard Rauch, der bereits als Originalkoch einer an Mälzer gestellten Aufgabe in Staffel 2 zu sehen war. Weitere auftretende Kontrahenten sind der in der vorherigen Staffel bereits auftretende Edi Frauneder, wobei es sich nach der so genannten USA Edition in Staffel 8 hierbei um die sogenannte Hamburg Edition handelt, Hans Jörg Bachmeier, der in Staffel 8 als Originalkoch in der Best-Friends-Edition der Staffel aufgetreten war, Stefan Wiesner, der schon zweimal als Originalkoch in Erscheinung getreten war, Anton Schmaus, ebenfalls Originalkoch in Staffel 8 und Duellant in Mälzers Sendung Knife Fight Club, Matthias Diether in der sogenannten Baltic Edition, der mehrfach aufgetretene Alexander Herrmann zusammen mit Tobias Bätz und zum Staffelabschluss am 21. April die ebenfalls schon mehrfach aufgetretenen Juan Amador und Lukas Mraz, wobei es sich um eine abermalige Best-Friends-Edition handelt. Erstmals wird Tim Raue nicht Teil dieser Ausgabe sein. Zudem war er auch sonst nicht im Rahmen der Staffel zu sehen.

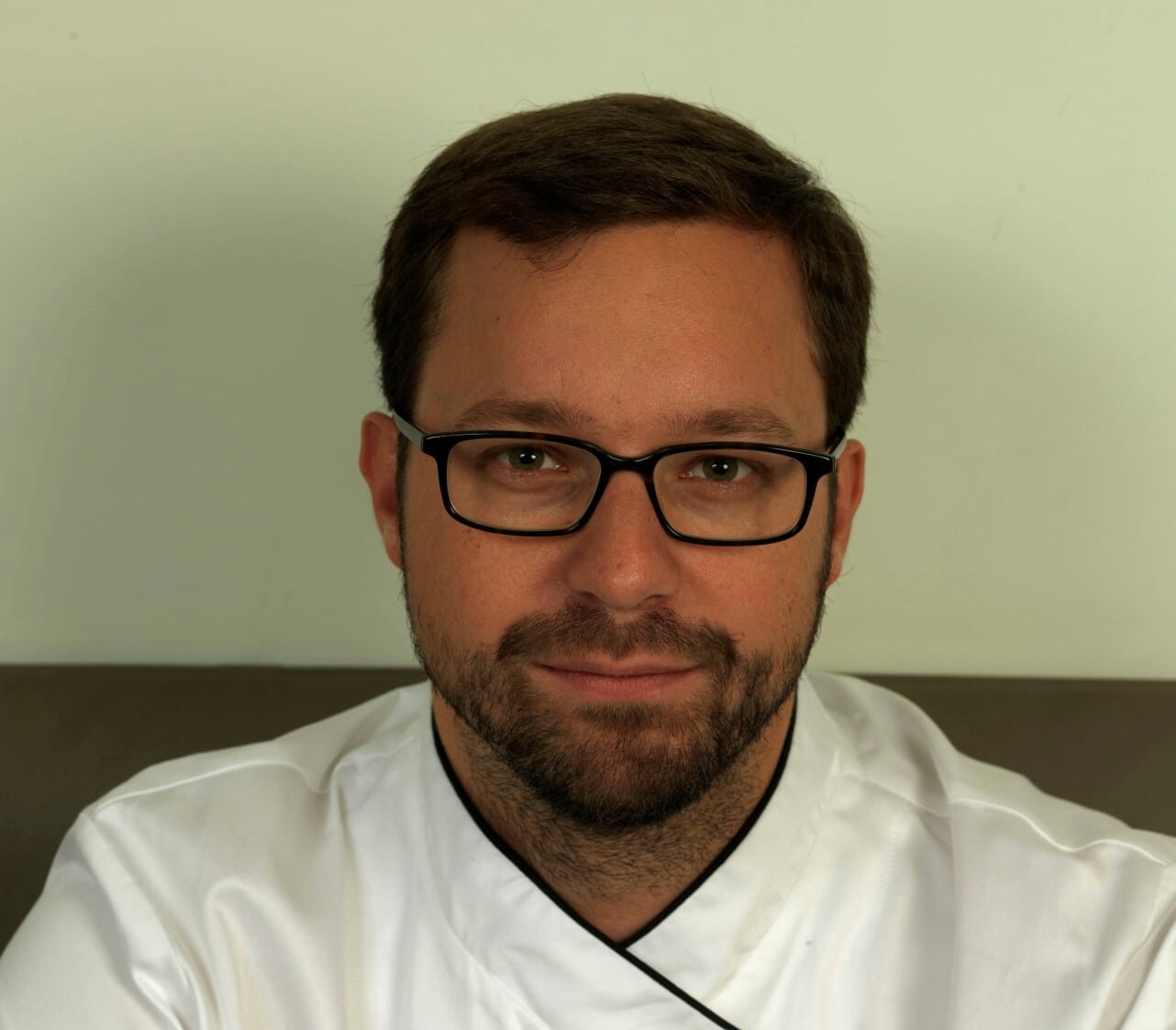
Edi Frauneder
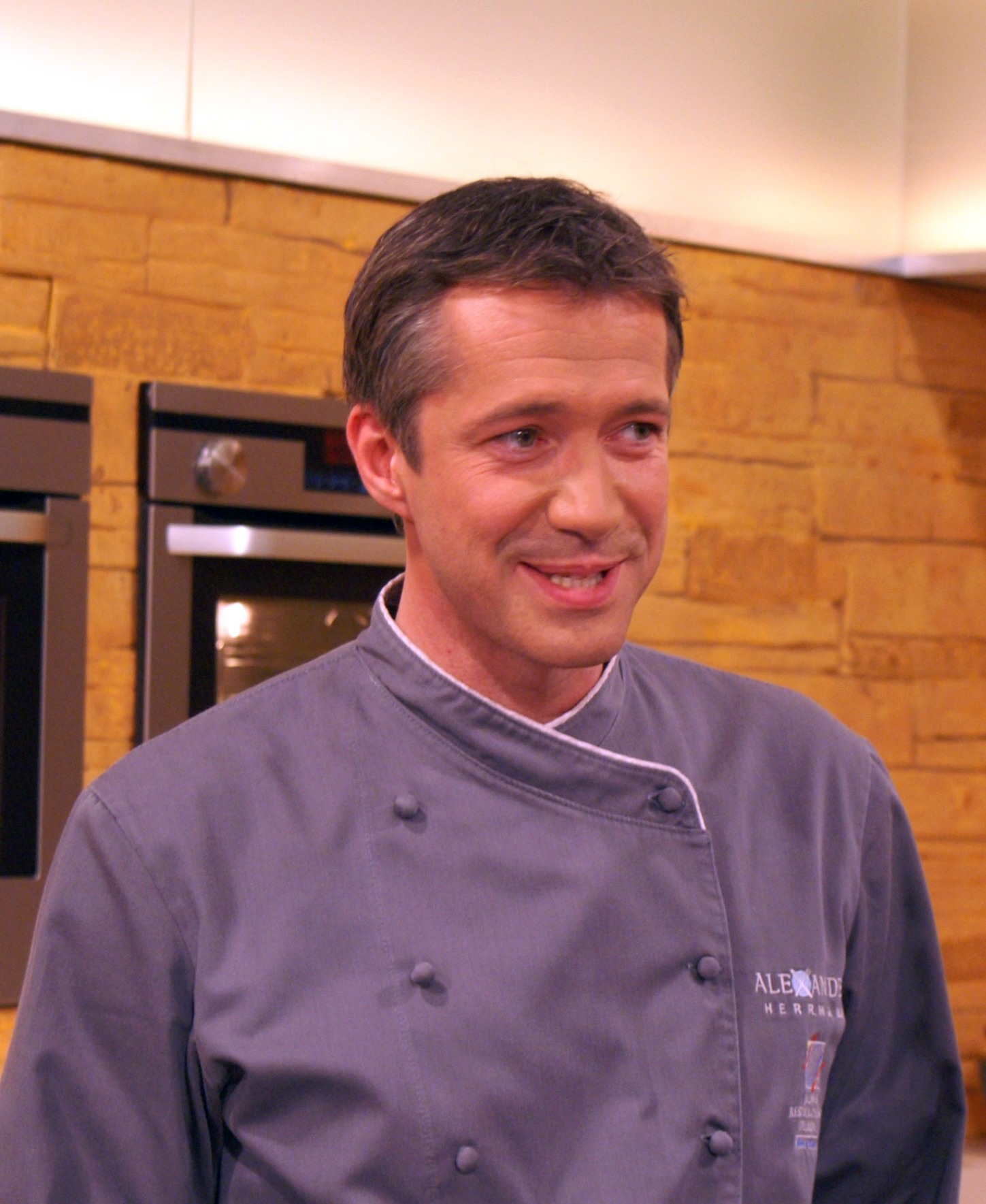
Alexander Herrmann
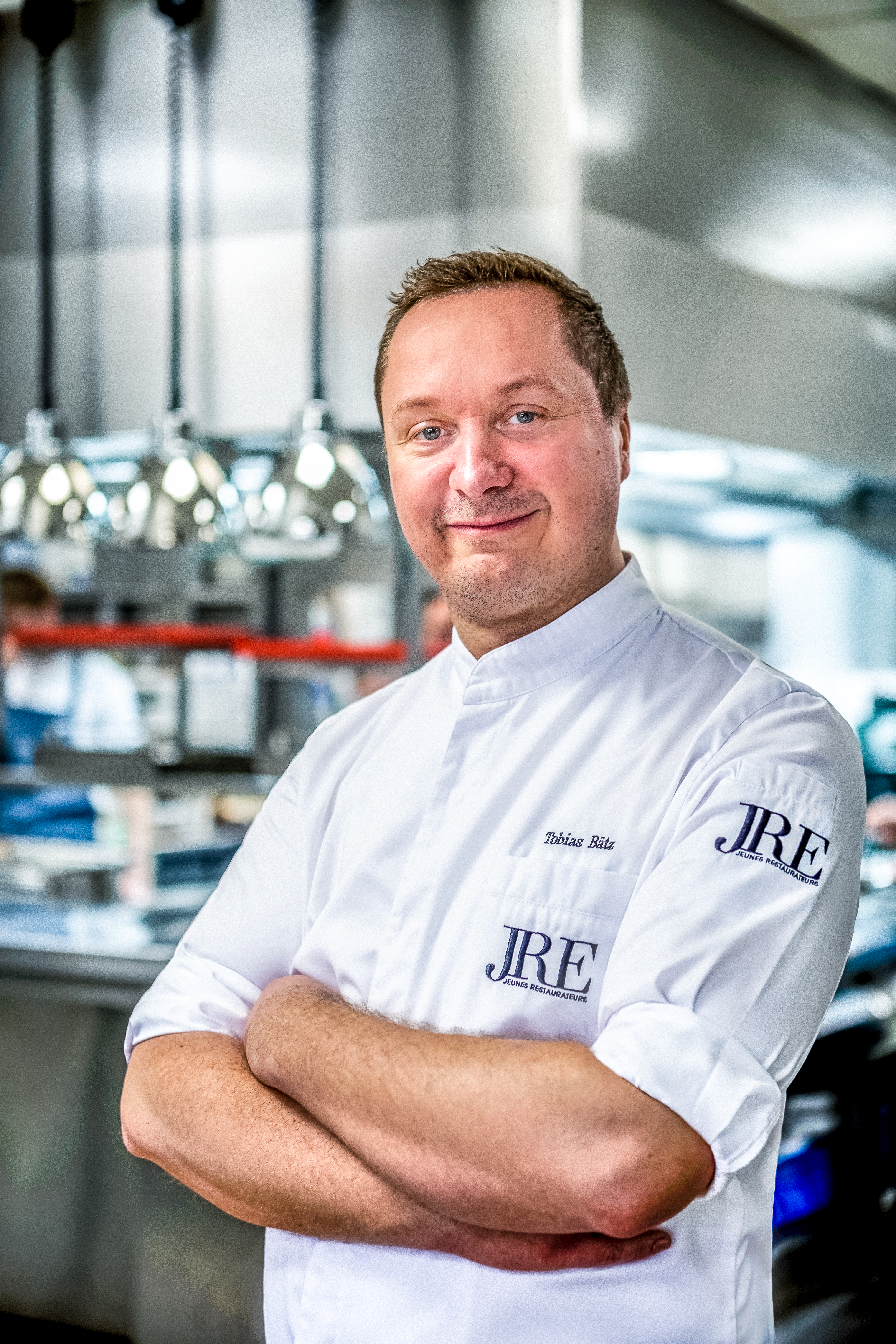
Tobias Bätz
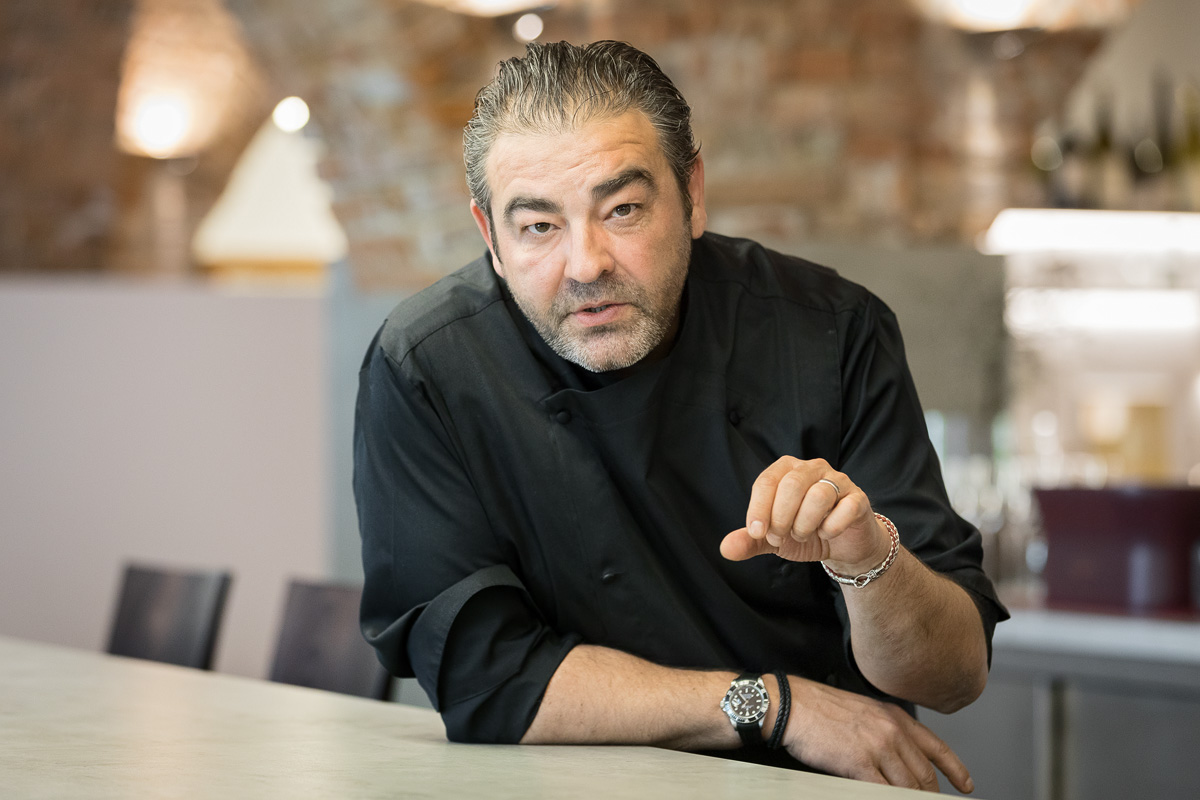
Juan Amador

## Duelle
| #      | Erstausstrahlung | Köche                                           | Mälzer            | Mälzer | Mälzer   | Gegner       | Gegner | Gegner    |
| #      | Erstausstrahlung | Köche                                           | Länder            | Gericht | Punkte   | Länder       | Gericht | Punkte    |
| ------ | ---------------- | ----------------------------------------------- | ----------------- | --- | -------- | ------------ | --- | --------- |
| 1      | 25. Februar 2024 | Tim Mälzer, Richard Rauch                       | Bad Gleichenberg  | Klachlsuppe mit Heidensterz und Kardinalschnitte                                                                    | 5,5/10   | Brüssel      | Grüner Spargel, Ponzu & Kaffee-Garum-Bisque | 6,2/10    |
| 1      | 25. Februar 2024 | Tim Mälzer, Richard Rauch                       | São Miguel/Furnas | Cozido das Furnas                                                                                                   | 0,0/10 1 | Braga        | Neunauge mit Reis | 7,0/10    |
| Gesamt |                  |                                                 | 5,5/20            | 5,5/20 | 5,5/20   | 13,2/20      | 13,2/20 | 13,2/20   |
| 2      | 03. März 2024    | Tim Mälzer, Hans Jörg Bachmeier                 | München           | Kalbsbries Rumohr mit Albufera-Soße (nach Virginie Protat) 2                                                        | 7,7/10   | 3() Salzburg | Jacobsmuschel mit Stachelbeere und Rose sowie Weißer Spargel und Panna Cotta mit Grapefruit und Hummer (nach Martin Klein feat. Eric Kragh Vildgaard) | 5,9/10    |
| 2      | 03. März 2024    | Tim Mälzer, Hans Jörg Bachmeier                 | Madrid            | Knoblauchsuppe und Kroketten                                                                                        | 8,7/10   | Palermo      | Arancini | 5,6/10    |
| Gesamt |                  |                                                 | 16,4/20           | 16,4/20 | 16,4/20  | 11,5/20      | 11,5/20 | 11,5/20   |
| 3      | 10. März 2024    | Tim Mälzer, Stefan Wiesner 4                    | Bukarest          | Gulasch aus drei Kulturen                                                                                           | 6,3/10   | Johannesburg | „Indischer Ozean“ | 6,6/10    |
| 3      | 10. März 2024    | Tim Mälzer, Stefan Wiesner 4                    | Aberystwyth       | Steinbutt in Muschel-Dashi & Chip mit Kaviar-Sour-Cream sowie Yuzu-Tart                                             | 6,6/10   | Dublin       | Jerk-Hähnchen mit Kochbananen und Kokosnussbéchamel                                                                                                   | 6,1/10    |
| Gesamt |                  |                                                 | 12,9/20           | 12,9/20 | 12,9/20  | 12,7/20      | 12,7/20 | 12,7/20   |
| 4      | 17. März 2024    | Tim Mälzer, Anton Schmaus                       | 5 Brügge          | Pralinen 6 | 5,2/10   | Kefalonia    | Griechischer Salat und Moussaka | 5,6/10    |
| 4      | 17. März 2024    | Tim Mälzer, Anton Schmaus                       | Östersund         | Rentierblut-Pfannkuchen und Rentierzunge mit Wurzelpüree 7                                                          | 6,3/10   | Nairobi      | Omena mit braunem Ugali und grünem Gemüse | 5,8/10    |
| Gesamt |                  |                                                 | 11,5/20           | 11,5/20 | 11,5/20  | 11,4/20      | 11,4/20 | 11,4/20   |
| 5      | 24. März 2024    | Tim Mälzer, Matthias Diether                    | Tallinn           | Feuergebrannter Lauch mit gepökeltem Elch und Sauce Hollandaise sowie Jakobsmuschel mit Rettich (nach Tõnis Siigur) | 6,6/10   | Vilnius      | Rinderroulade mit Gemüse & Pastinaken-Püree (nach Tomas Rimydis) 8                                                                                    | 8,3/10    |
| 5      | 24. März 2024    | Tim Mälzer, Matthias Diether                    | Riga              | Lettisches Graupenrisotto (nach Arturs Arnicans) 9                                                                  | 6,1/10   | Riga         | Kalte Rote Bete Suppe und Kninkali 9 | 4,2/10    |
| Gesamt |                  |                                                 | 12,7/20           | 12,7/20 | 12,7/20  | 12,5/20      | 12,5/20 | 12,5/20   |
| 6      | 07. April 2024   | Tim Mälzer, Edi Frauneder                       | Hamburg           | Franzbrötchen 10 | 3,1/10   | Hamburg      | Nudeln mit Szechuan-Ragout & Bao mit Pak-Choi-Shitake-Füllung (nach Marcel Stut)                                                                      | 7,0/10    |
| 6      | 07. April 2024   | Tim Mälzer, Edi Frauneder                       | Hamburg           | Pasta Krabbe (nach Fabio Haebel)                                                                                    | 6,7/10   | Pinneberg    | Gefülltes Perlhuhn mit Ratatouille Soße dazu gebackene Polenta (nach Marc Ostermann)                                                                  | 4,8/10    |
| Gesamt |                  |                                                 | 9,8/20            | 9,8/20 | 9,8/20   | 11,8/20      | 11,8/20 | 11,8/20   |
| 7      | 14. April 2024   | Tim Mälzer, Alexander Herrmann & Tobias Bätz 11 | Antwerpen         | Gegrillter Hummer mit gedämpftem Muschel-Flan und Schwertmuschelsalat (nach Nick Bril)                              | 7,3/10   | Paris        | Kebbeh Aranabiye | 4,6/10    |
| 7      | 14. April 2024   | Tim Mälzer, Alexander Herrmann & Tobias Bätz 11 | Bonn 12           | Rehkeule mit Blumenkohl und Zwiebeln                                                                                | 5,2/10   | Bourges      | Tarte Tatin und Cassoulet | 7,7/10 13 |
| Gesamt |                  |                                                 | 12,5/20           | 12,5/20 | 12,5/20  | 12,3/20      | 12,3/20 | 12,3/20   |

| #      | Erstausstrahlung | Köche                               | Amador vs. Mraz | Amador vs. Mraz                                         | Amador vs. Mraz | Amador vs. Mälzer | Amador vs. Mälzer    | Amador vs. Mälzer | Mälzer vs. Mraz    | Mälzer vs. Mraz    | Mälzer vs. Mraz |
| #      | Erstausstrahlung | Köche                               | Länder          | Gericht                                                 | Punkte          | Länder            | Gericht              | Punkte            | Länder             | Gericht            | Punkte          |
| ------ | ---------------- | ----------------------------------- | --------------- | ------------------------------------------------------- | --------------- | ----------------- | -------------------- | ----------------- | ------------------ | ------------------ | --------------- |
| 8      | 21. April 2024   | Tim Mälzer, Juan Amador, Lukas Mraz | Berlin          | Karpfenrippchen und Karpfentatar (nach Marco Müller) 14 | 5,4/10          | Florenz           | Anguilla in Carrozza | 6,0/10            | Seki (Gifu)/Nagoya | Taiwanese Mazesoba | 6,1/10          |
| 8      | 21. April 2024   | Tim Mälzer, Juan Amador, Lukas Mraz | Berlin          | Karpfenrippchen und Karpfentatar (nach Marco Müller)    | 5,8/10          | Florenz           | Anguilla in Carrozza | 5,8/10            | Seki (Gifu)/Nagoya | Taiwanese Mazesoba | 6,7/10          |
| Gesamt |                  |                                     | Mälzer: 11,9/20 | Mälzer: 11,9/20                                         | Mälzer: 11,9/20 | Amador: 11,4/20   | Amador: 11,4/20      | Amador: 11,4/20   | Mraz: 12,5/20      | Mraz: 12,5/20      | Mraz: 12,5/20   |

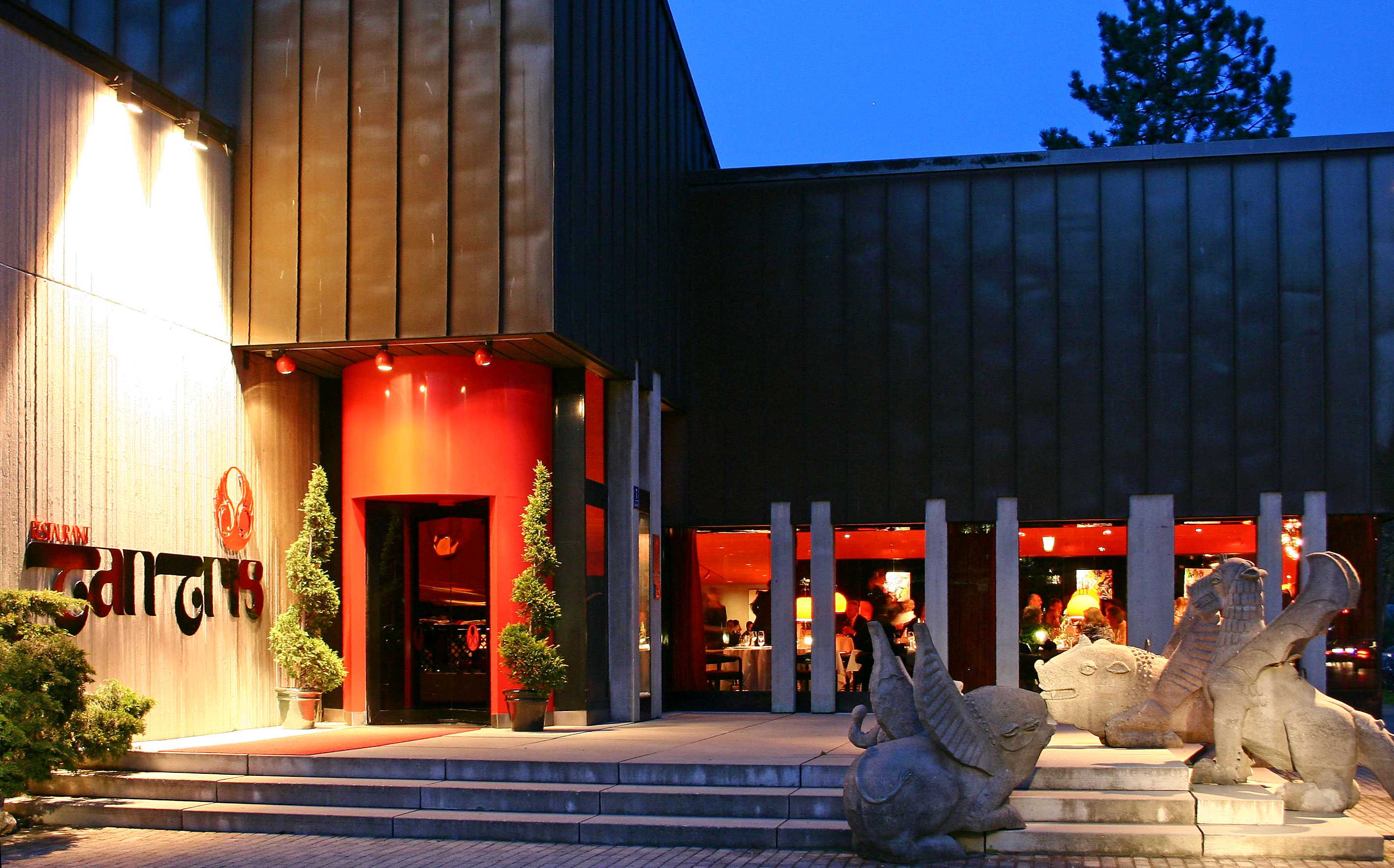
Restaurant Tantris
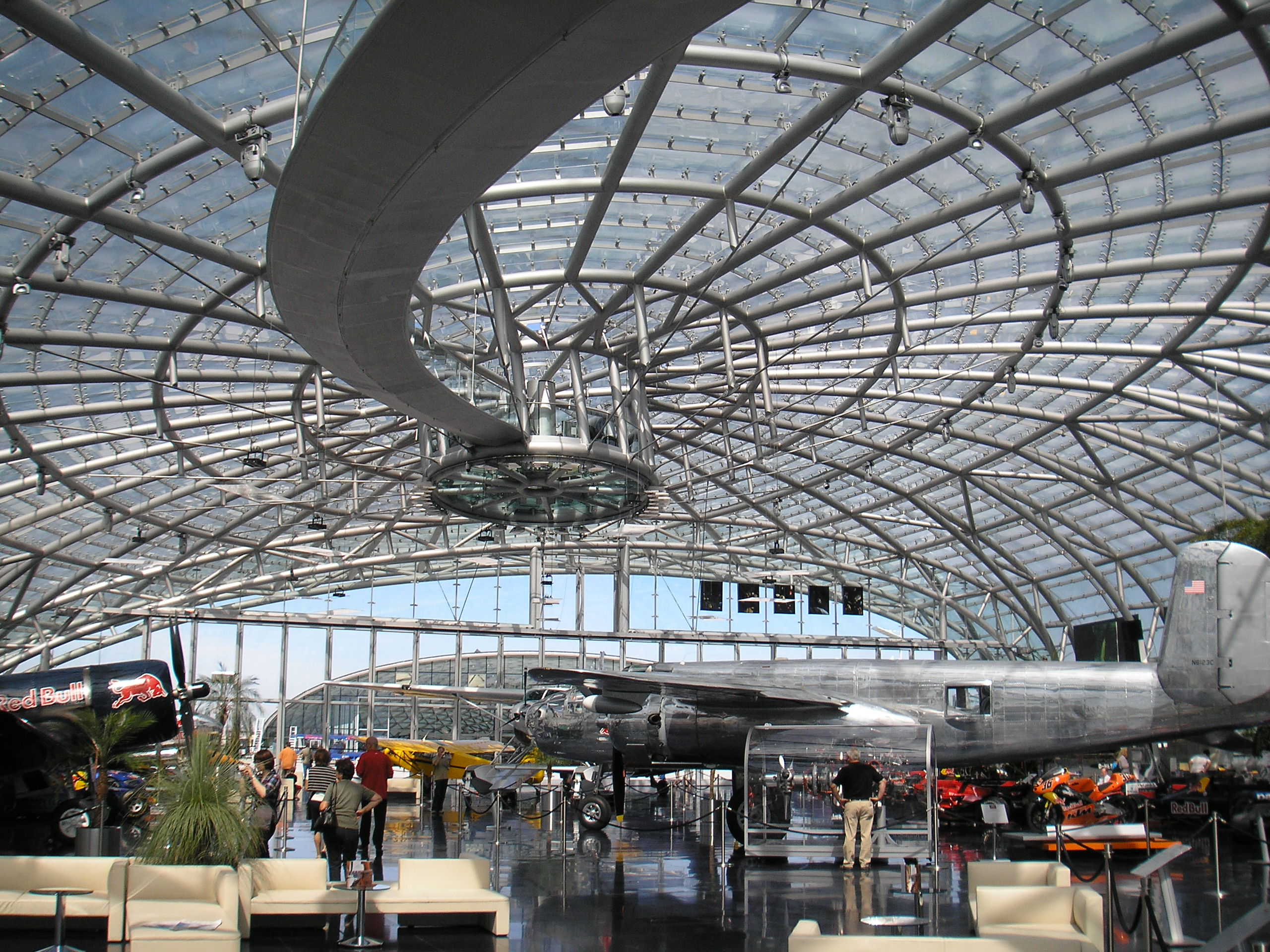
Hangar-7
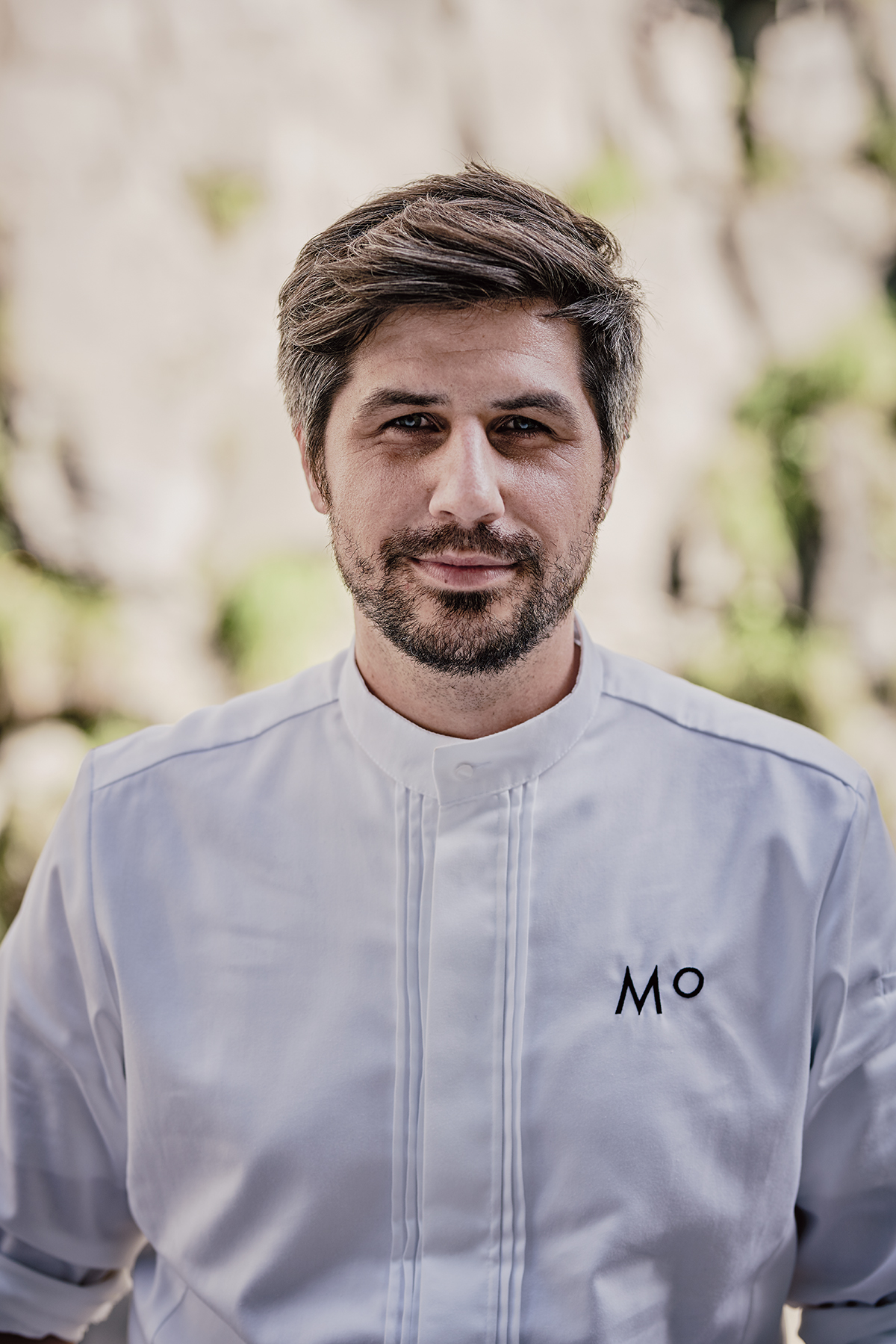
Sven Wassmer
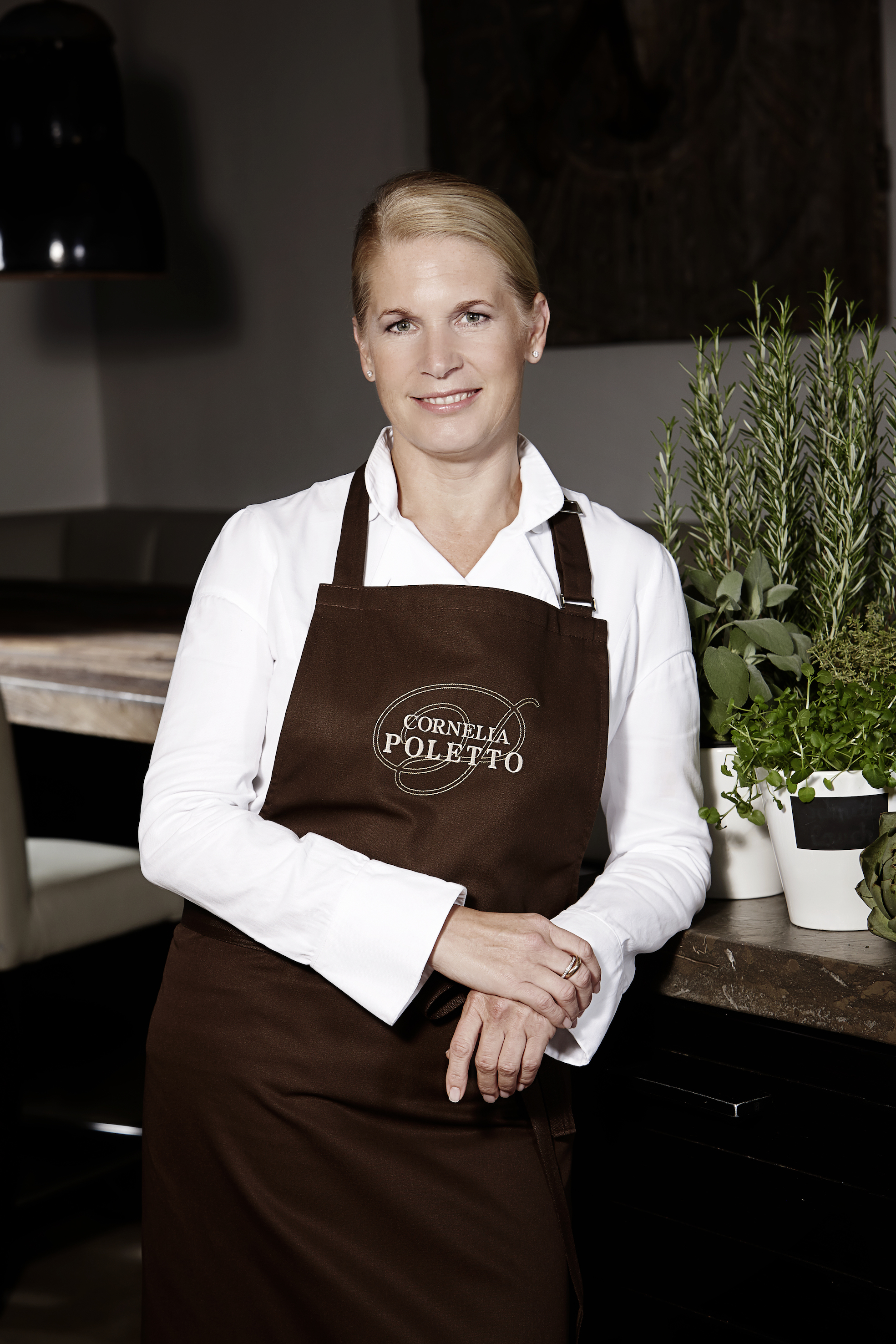
Cornelia Poletto

## Einschaltquoten
| Folge | Datum der Erstausstrahlung | Zuschauer Gesamt | Zuschauer 14 bis 49 Jahre | Quote Gesamt | Quote 14 bis 49 Jahre | Quellen       |
| ----- | -------------------------- | ---------------- | ------------------------- | ------------ | --------------------- | ------------- |
| 1     | 25. Februar 2024           | 1,17 Mio.        | 0,51 Mio.                 | 5,1 %        | 9,4 %                 | [ 18 ] [ 19 ] |
| 2     | 3. März 2024               | 1,07 Mio.        | keine Angabe              | 4,6 %        | keine Angabe          | [ 20 ]        |
| 3     | 10. März 2024              | 0,94 Mio.        | keine Angabe              | 7,4 %        | keine Angabe          | [ 21 ]        |
| 4     | 17. März 2024              | 0,95 Mio.        | 0,43 Mio.                 | 4,0 %        | 7,8 %                 | [ 22 ]        |
| 5     | 24. März 2024              | 0,96 Mio.        | 0,50 Mio.                 | 4,3 %        | 10,2 %                | [ 23 ]        |
| 6     | 7. April 2024              | 1,17 Mio.        | keine Angabe              | 5,3 %        | 9,5 %                 | [ 24 ] [ 25 ] |
| 7     | 14. April 2024             | 1,05 Mio.        | 0,42 Mio.                 | 4,9 %        | 9,1 %                 | [ 26 ]        |
| 8     | 21. April 2024             | 0,97 Mio.        | 0,38 Mio.                 | 4,4 %        | 7,6 %                 | [ 27 ]        |